# Mosby's Dictionary of Medicine, Nursing & Health Professions
El Mosby's Dictionary of Medicine, Nursing & Health Professions (Diccionari de Medicina, Infermeria i Professions Sanitàries de Mosby) és un diccionari de temes relacionats amb la salut. La seva darrera edició, la 8a edició, publicada l'any 2009, conté 2240 pàgines i 2400 il·lustracions en color. Inclou algunes definicions enciclopèdiques i 12 apèndixs. Les versions anteriors es diuen Mosby's Medical, Nursing & Allied Health Dictionary.
La seva darrera edició, l'11a edició, publicada l'any 2022, conté més de 56.000 definicions autoritzades juntament amb 2.450 il·lustracions en color. També inclou algunes definicions enciclopèdiques i 12 apèndixs que contenen informació de referència.

## Edició de butxaca
Existeix també una edició de butxaca per al gran públic, amb el títol: Mosby's Pocket Dictionary of Medicine, Nursing, & Allied Health.